# Чемпіонат світу з трекових велоперегонів 2017 — гіт на 1 км (чоловіки)
Змагання з гіту на 1 км серед чоловіків на Чемпіонаті світу з трекових велоперегонів 2017 відбулись 16 квітня.

## Результати

### Кваліфікація
Спортсмени, які показали перші вісім результатів, вийшли у фінал.
| Місце | Ім'я                         | Країна          | Час      | Відставання | Примітки |
| ----- | ---------------------------- | --------------- | -------- | ----------- | -------- |
| 1     | Франсуа Перві                | Франція         | 1:00.482 |             | Q        |
| 2     | Кшиштоф Максель              | Польща          | 1:00.611 | +0.129      | Q        |
| 3     | Квентін Лафарг               | Франція         | 1:00.714 | +0.232      | Q        |
| 4     | Томас Бабек                  | Чехія           | 1:01.159 | +0.677      | Q        |
| 5     | Олександр Васюхно            | Росія           | 1:01.171 | +0.689      | Q        |
| 6     | Ділан Кеннетт                | Нова Зеландія   | 1:01.219 | +0.737      | Q        |
| 7     | Максіміліан Дорнбах          | Німеччина       | 1:01.253 | +0.771      | Q        |
| 8     | Йоахім Айлерс                | Німеччина       | 1:01.272 | +0.790      | Q        |
| 9     | Ніколас Кергозу              | Нова Зеландія   | 1:01.303 | +0.821      |          |
| 10    | Закарі Вільямс               | Нова Зеландія   | 1:01.317 | +0.835      |          |
| 11    | Джозеф Трумен                | Велика Британія | 1:01.429 | +0.947      |          |
| 12    | Нік Яллуріс                  | Австралія       | 1:01.590 | +1.108      |          |
| 13    | Стефан Ріттер                | Канада          | 1:01.766 | +1.284      |          |
| 14    | Олександр Дубченко           | Росія           | 1:01.897 | +1.415      |          |
| 15    | Сантьяго Рамірес             | Колумбія        | 1:01.933 | +1.451      |          |
| 16    | Тео Бос                      | Нідерланди      | 1:02.024 | +1.542      |          |
| 17    | Фабіан Ернандо Пуерта Сапата | Колумбія        | 1:02.056 | +1.574      |          |
| 18    | Марк Юрчик                   | Німеччина       | 1:02.118 | +1.636      |          |
| 19    | Давид Сойка                  | Чехія           | 1:02.161 | +1.679      |          |
| 20    | Бенжамен Еделін              | Франція         | 1:02.162 | +1.680      |          |
| 21    | Хосе Морено Санчес           | Іспанія         | 1:02.519 | +2.037      |          |
| 22    | Каміль Кучинський            | Польща          | 1:02.539 | +2.057      |          |
| 23    | Дієго Пенья                  | Колумбія        | 1:03.384 | +2.902      |          |
| 24    | Алехандро Мартінес           | Іспанія         | 1:03.475 | +2.993      |          |
| 25    | Роберто Серрано              | Мексика         | 1:03.759 | +3.277      |          |
| 26    | Люн Ка Ю                     | Гонконг         | 1:04.993 | +4.511      |          |
| 27    | Міка Сімола                  | Фінляндія       | 1:05.446 | +4.964      |          |

### Фінал
Фінал розпочався о 14:49.
| Місце | Ім'я                | Країна        | Час      | Відставання |
| ----- | ------------------- | ------------- | -------- | ----------- |
| 1     | Франсуа Перві       | Франція       | 1:00.714 |             |
| 2     | Томас Бабек         | Чехія         | 1:01.048 | +0.334      |
| 2     | Квентін Лафарг      | Франція       | 1:01.048 | +0.334      |
| 4     | Кшиштоф Максель     | Польща        | 1:01.143 | +0.429      |
| 5     | Йоахім Айлерс       | Німеччина     | 1:01.221 | +0.507      |
| 6     | Ділан Кеннетт       | Нова Зеландія | 1:01.324 | +0.610      |
| 7     | Максіміліан Дорнбах | Німеччина     | 1:01.389 | +0.675      |
| 8     | Олександр Васюхно   | Росія         | 1:01.773 | +1.059      |